# オルガン
オルガン（英: organ）は、加圧した空気を鍵盤で選択したパイプに送ることで発音する鍵盤楽器であり、パイプオルガンとも呼ばれる。パイプオルガンに準じた鍵盤楽器である、リードオルガンや電子オルガンもオルガンの名で呼ばれる。

## 概要
オルガンは鍵盤で操作される管楽器である。多数のパイプを発音体として備えるが、1本のパイプに異なる音高を発生させることはなく、各パイプの音高は固定的で、少なくとも鍵盤のすべての鍵に対応する数のパイプを持つ必要がある。基準音高や音色の違うパイプ群を複数備えていることが多く、その場合ストップと呼ばれる機構によって、発音するパイプ群を選択できるようにしている。
オルガンは安定して持続する音と、多彩な音色を持ち、これがオルガンならではの魅力となっている。しかしパイプに機械的な仕組で一定の空気を流して発音するために、一般の管楽器に比べて強弱や音色の変化を微細に行うことはできない。そのため、たとえばストラヴィンスキーは「呼吸をしない怪物」と評したことがある。オルガン演奏における強弱表現は、ストップの切り替えや、複数の鍵盤の使い分け、スウェル・シャッターの使用などの他に、各音の持続時間の長短や、発音の終始速度の制御によって心理的に音の強弱をもたらすこともできる。

## 日本語の「オルガン」

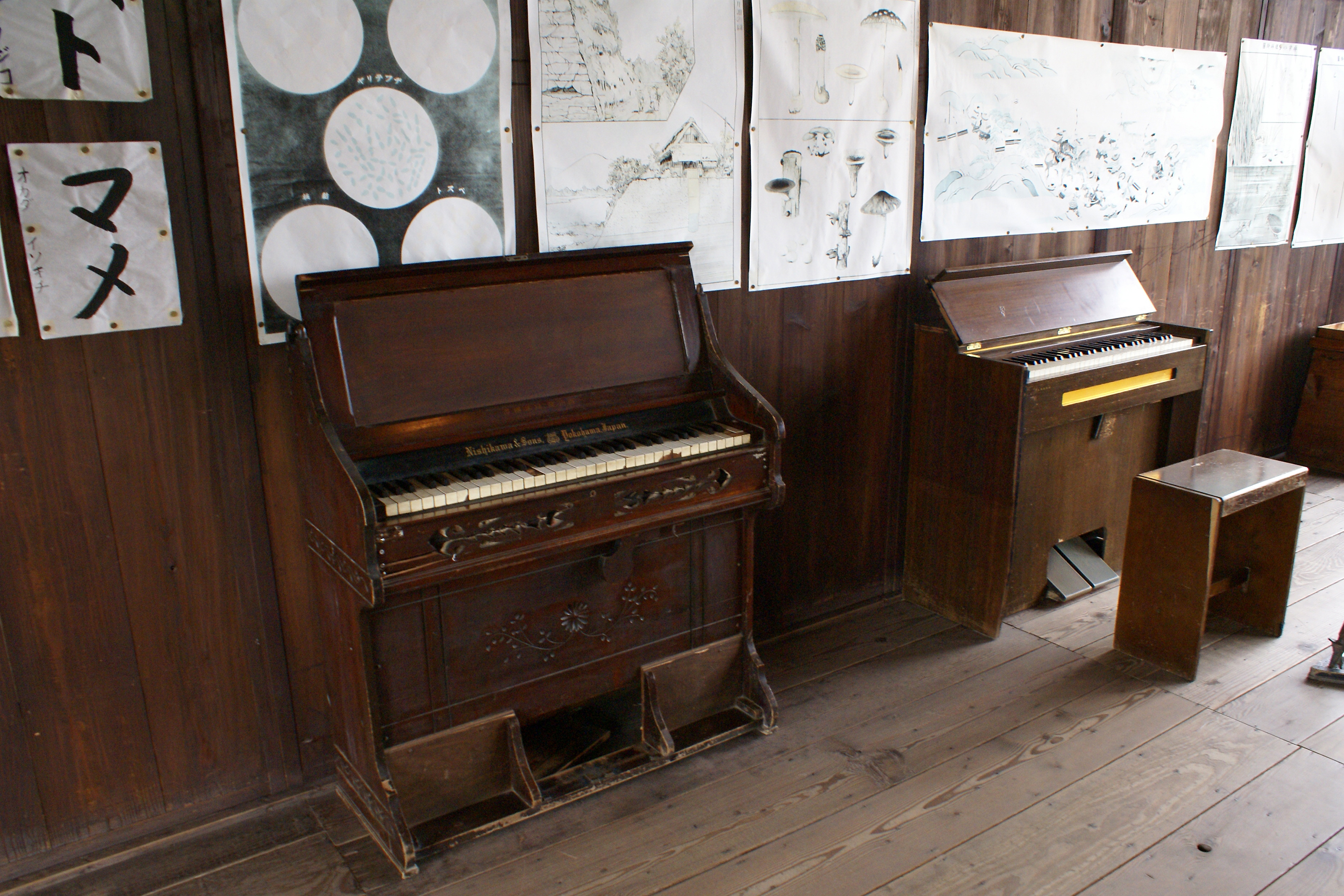
学校のオルガン（二十四の瞳映画村）

日本では単に「オルガン」と言った場合、学校などで使用されていた、足踏み式のリードオルガンのことを意味する場合もあり、パイプによるオルガンのことは、あえて区別して「パイプオルガン」と呼ぶことが多い。
一方、西欧の言語では、たとえば英: organ、独: Orgel、仏: orgue、伊: organo、西: órgano とだけ言った場合には、一般にパイプによるオルガンを指す。リードによるオルガンを指す場合は、英: reed organ などと明示的に呼ぶ必要がある。
なお、明治から昭和初期までの日本語では、オルガンの和訳「風琴（ふうきん）」が広く用いられた。なお日本語の「風琴」は、広義ではアコーディオンも含む。
（本節のオルガンに関する詳細は後述の「リード・オルガン族」を参照のこと）

## 歴史

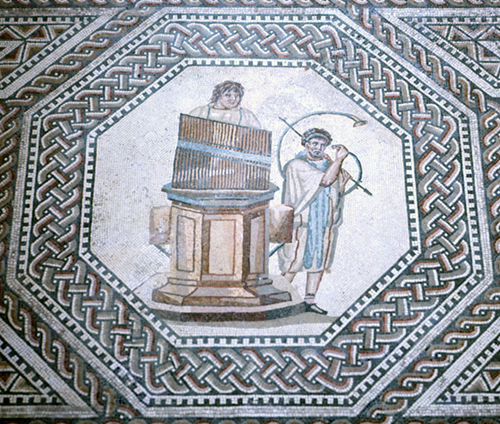
ドイツのネニッヒの水オルガンを描いたモザイク（117年 - 138年）

ギリシャ語の "οργανον"（オルガノン）とは、本来は道具・器官のことを意味し、演奏するための組織的道具という意味で、楽器についてもこの言葉が適用されるようになった。後にこの言葉が、各言語でのオルガンという単語になっていった。現在も "organ" の語義は「機関」「器官」という意味である（en:Organを参照）。

### 起源
オルガンの起源は非常に古く、紀元前数世紀からオルガンの原形にあたる楽器の存在が認められる。これらは、「パンの笛」や「シリンクス」(en)などのように、複数の笛を束ねて吹くもので、中国や日本などの「笙」も同族の楽器と見なされる。

### 水オルガン

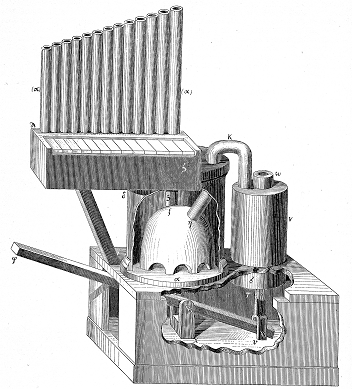
クテシビオスの水オルガン

紀元前264年にアレキサンドリアに住むクテシビオスが、水力によって空気を送り込み、手で弁を開閉させることによって音を出す楽器「水オルガン」（ヒュドラウリス (Hydraulis)(en)）を製作したことが記録に残っている。水オルガンは青銅と木でできており、大理石でできた円筒状の基礎に乗っていた。大理石の中には貯水槽とピストンが備えつけてあり、圧縮空気を上部のパイプに送り出した。外見はパンパイプを機械化し、直立させたものに近い。これをアレキサンドリアのヘロンとローマ人建築家のウィトルウィウスが改良し、地中海地方に水オルガンは普及した。
水オルガン奏者たちは演奏会で腕を競いはじめ、デルフォイの演奏会ではアンティパトロスという奏者が、丸2日間休むことなく演奏を続けて栄光を勝ち取った。結婚式、競技場、宣誓就任式、晩餐会、劇場などでも水オルガンが演奏された。水オルガンの奏者は女性が多かったが、剣闘士の試合などでは男性が演奏したことがわかっている。また、ネロ帝も水オルガンを好んで演奏した。水オルガンはローマ帝国の勢力が衰えるにつれて地中海地方では衰退したが、ビザンティン帝国では宮廷の儀式用に用いられ続けた（続テオファネス年代記には、皇帝テオフィロスが宝石がちりばめた黄金製オルガン2つと、60個のブロンズ製のパイプをもつオルガン1つを作らせたとの記載がある）。一方、アラビアにも伝播して改良が重ねられていった。

### 古代の水オルガンの遺物の出土例
ギリシアのピエリア県のディオン村には、ヘレニズム時代の都市ディオンの古代遺跡が残り、同村にあるディオン考古学博物館に出土した1世紀の水オルガンが展示されている。

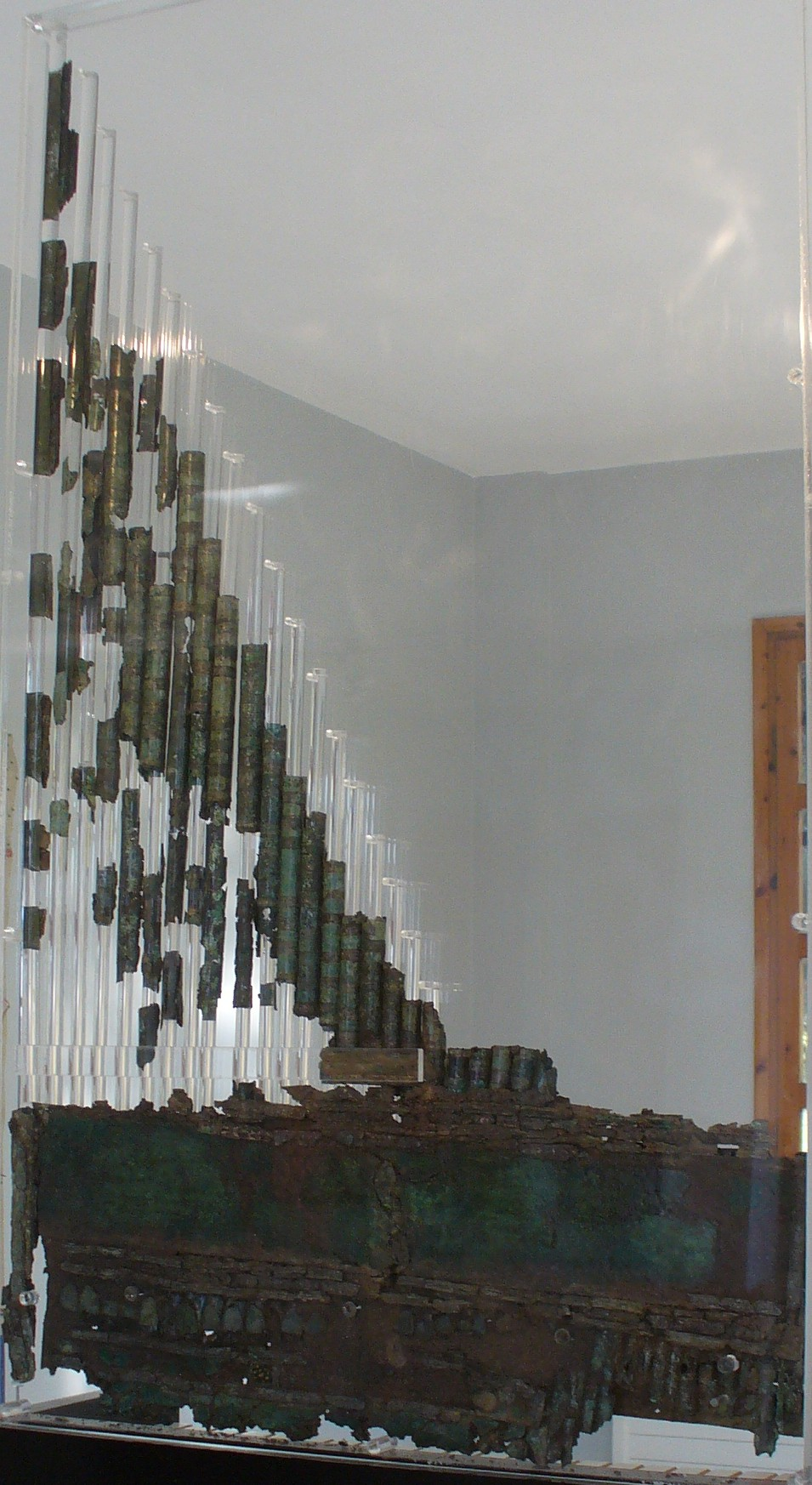
ディオン考古学博物館に展示されている1世紀の水オルガン

ハンガリーの首都ブダペスト市内にある古代ローマ都市アクィンクム遺跡でも水オルガンが出土しており、復元品がアクィンクム博物館に展示されている。

### ふいごによるオルガン
紀元前1世紀はじめ、水オルガンとは仕組みの異なるふいごによるオルガンが出現していることが確認されている。ふいごを用いる改良は、オルガンにとって大きな進化となった。音を途切れさせないためには複数のふいごを設置することでそれを防いでいた。

### 中世
9世紀に、ヨーロッパでオルガン製作が再び始まるようになった。当初は宗教とは特に関係はなかったが、13世紀には教会の楽器としても確立された。一方で、世俗にも比較的小型の楽器が普及した。

### ルネサンス
15世紀後半から16世紀のルネサンス時代には、ストップの多様な組み合わせによって音色の変化が効果的に用いられるようになった。現在のほぼすべてのオルガンに採用されている「スライダー・チェスト」が発明されたのはこの時代で、スライダーを用いてストップを選択するという方式が定着していった。オルガンが日本に伝来したのはこの時期で、1581年に高山右近統治下の高槻の教会に設置されたパイプオルガンが日本で最初とされる。

### バロック
17世紀から18世紀前半のバロック時代はオルガン文化の全盛期にあたる。特に北ドイツでは、新教が大オルガンを建造することを競い始めるようになり、巨大化が加速された。オルガン建造家として現在も伝説の巨匠とされるアルプ・シュニットガーやジルバーマン兄弟もこの時代に活躍した。世間にも広まった時期で、新興階級の部屋に置かれることもあった。

### シンフォニック/ロマンティック・オルガン
19世紀から20世紀初頭には、多様な8'の音色による交響楽的な設計のオルガンが作られ「シンフォニック・オルガン」や「ロマンティック・オルガン」と呼ばれる。作曲家たちの間ではオルガン・ソロのための交響曲を書くことが流行したことからも、この時代のオルガンがどのような傾向を持っていたかが窺える。建造家としてはアリスティド・カヴァイエ＝コルが特に有名である。

### ネオバロック・オルガン
20世紀にドイツに起こった「オルガン運動」によって古い時代のオルガンが見直されるようになり、バロック時代のオルガンを模倣した「ネオバロック・オルガン」が数多く造り出された。しかし、当時は過去のオルガンに関する研究が不十分であり、歴史的オルガンの修復にあたって多くの過ちを犯した。
現在は、古い時代のオルガン建造技術が尊重され、歴史的楽器の本来の音に近づくために、より慎重な修復や複製が行われるようになっている。

## パイプオルガンの種類
おもに教会やコンサートホールに設置される大オルガンのほかに、小型の据え置き型のポジティフ・オルガン（w:en:Positive organ）や、可搬型のポルタティフ・オルガン（オルガネット）（w:en:Portative organ）などがある。
用途や設置場所を特に意図したい場合には、「教会オルガン」「コンサート・オルガン」「ハウス・オルガン」「劇場オルガン」「シアター・オルガン」「シネマ・オルガン」などの呼び方が使われることもある。最後の3つは音楽鑑賞を主目的としないもので、録音・再生装置が広く出回る前の時代に、劇場の効果音や雰囲気づくりに使用された。たとえば映画で、音楽を奏するほか、蒸気機関車の蒸気や汽笛の音、動物の鳴き声、爆発音まで、さまざまな音をオルガンの多彩なストップを応用して模倣して出す。

## オルガンの例

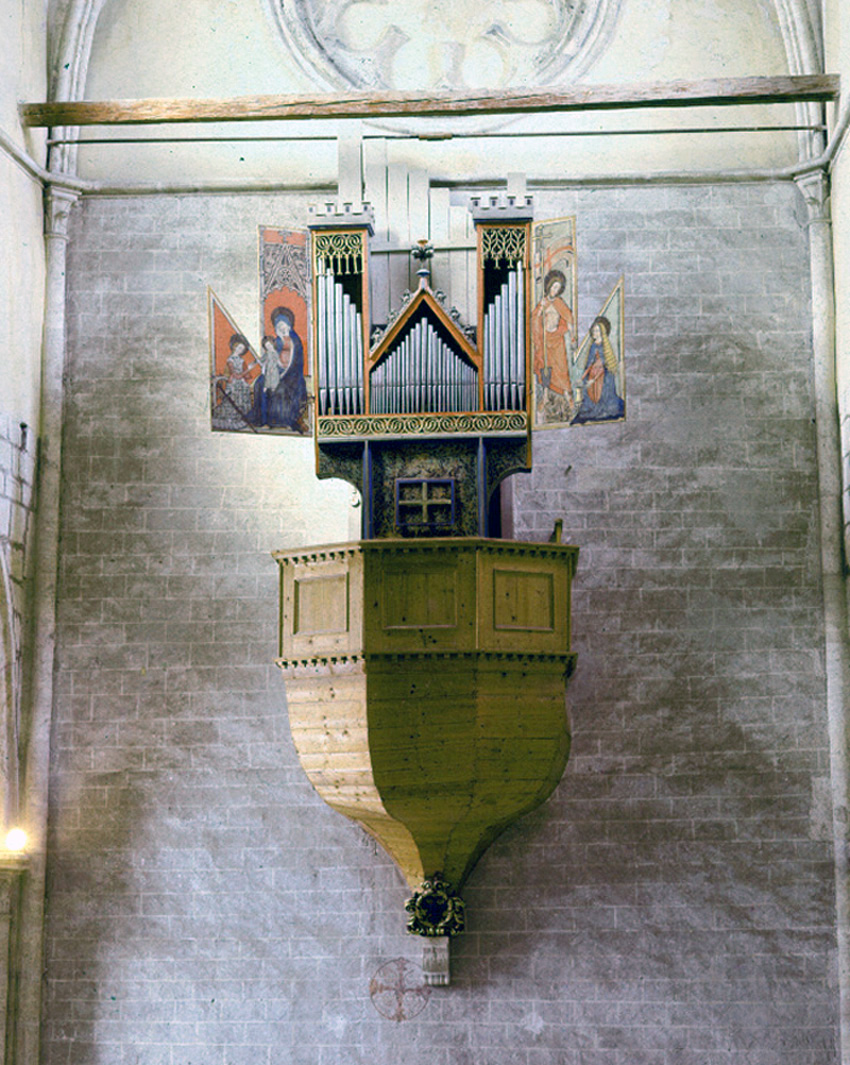
スイス・シオン、ノートルダム・ドゥ・ヴァレール教会、1400年ごろ（演奏可能なもののうち最古）
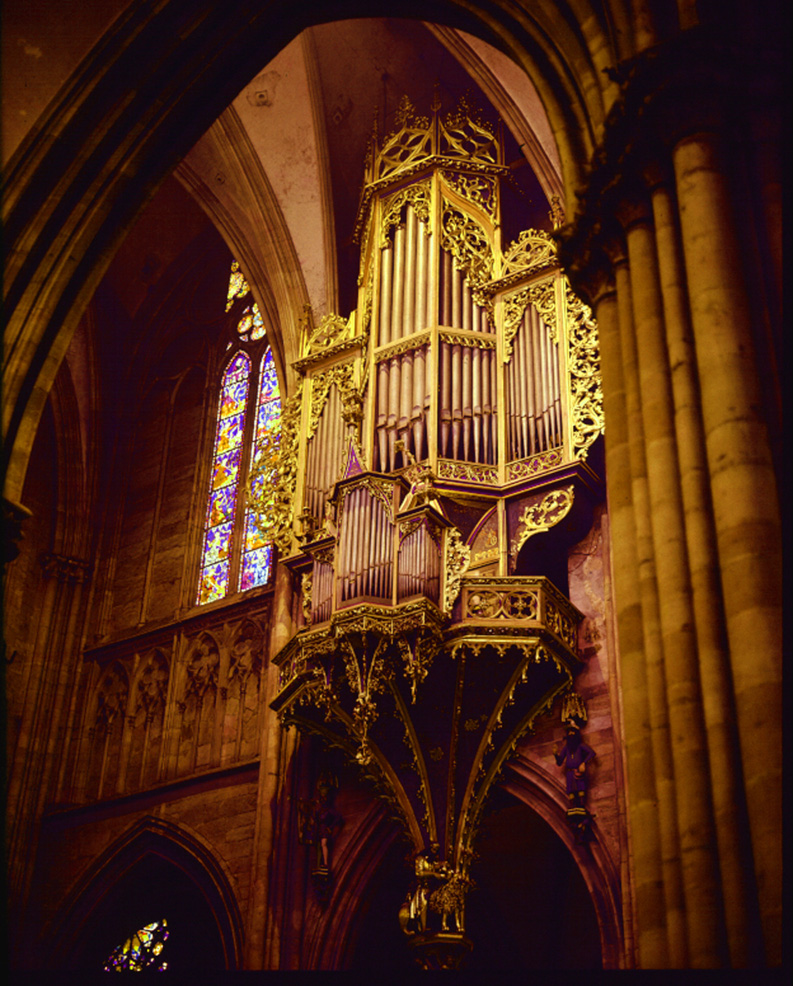
フランス・ストラスブール、ノートルダム大聖堂、1489年
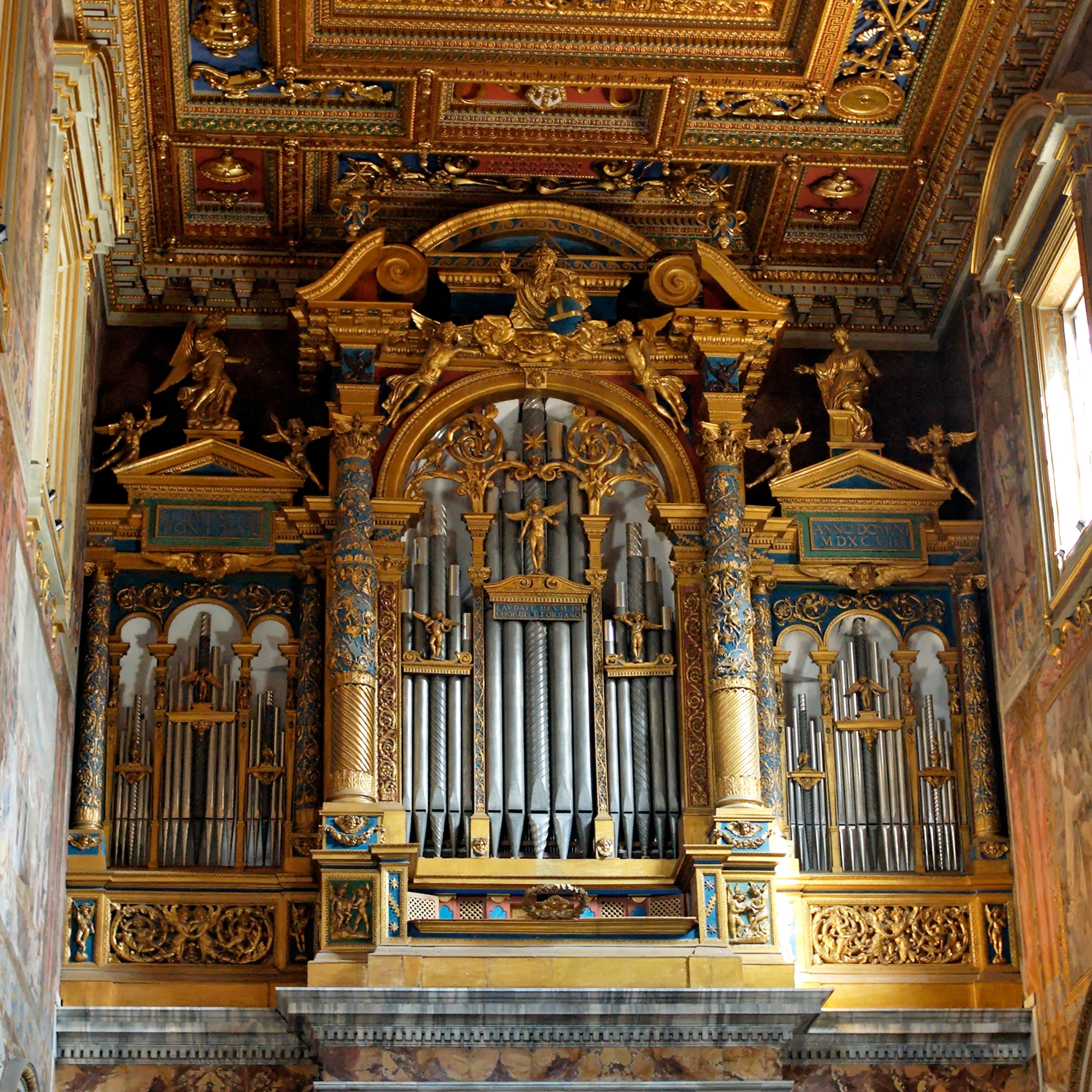
イタリア・ローマ、サン・ジョバンニ・イン・ラテラノ大聖堂、Luca Blasi、1599年
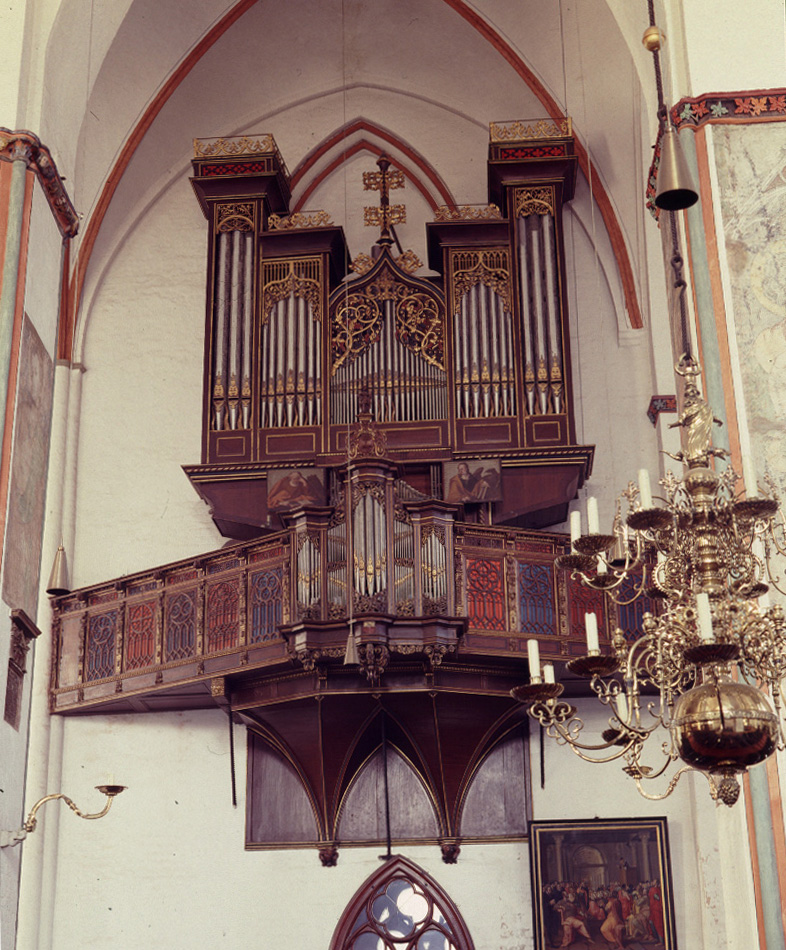
ドイツ・リューベック、聖ヤコビ教会、Stellwagen、1636年
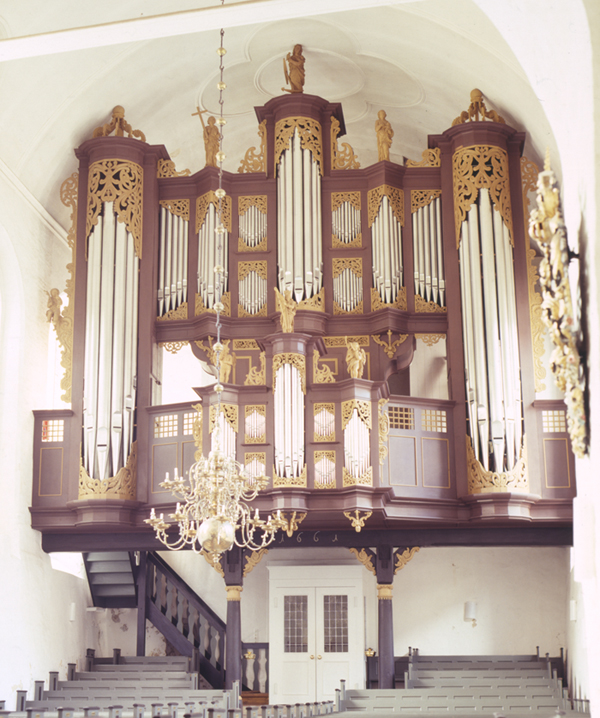
北ドイツ・シュターデ、聖コスメ教会、B. Hussおよびアルプ・シュニットガー、1688年
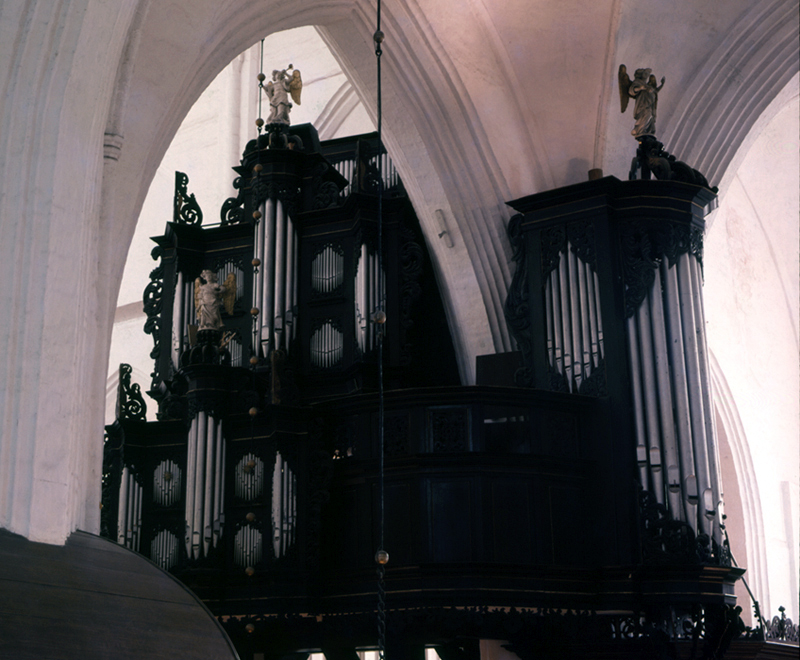
北ドイツ・ノアデン、聖ルドゲリ教会、A. シュニットガー、1688年
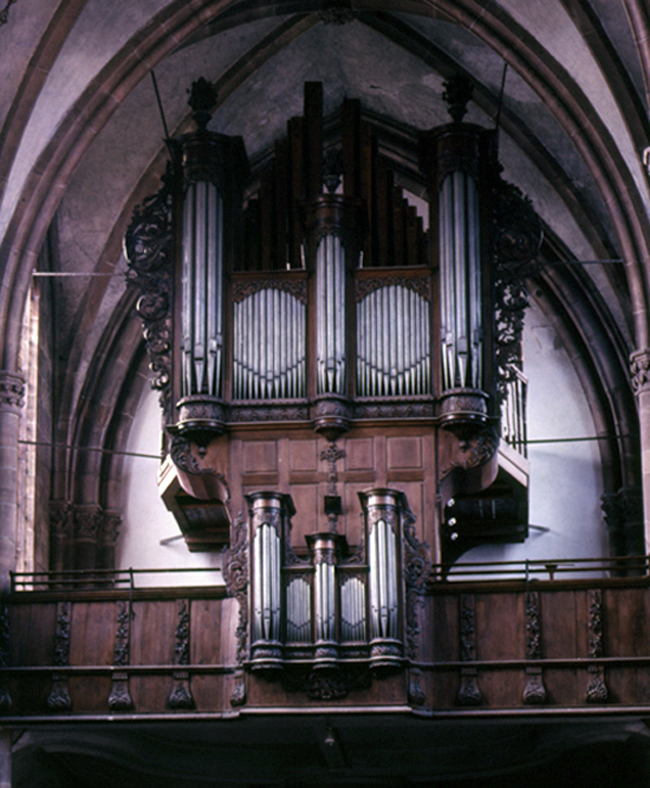
フランス、マルムーティエ修道院教会、アンドレアス・ジルバーマン、1709年
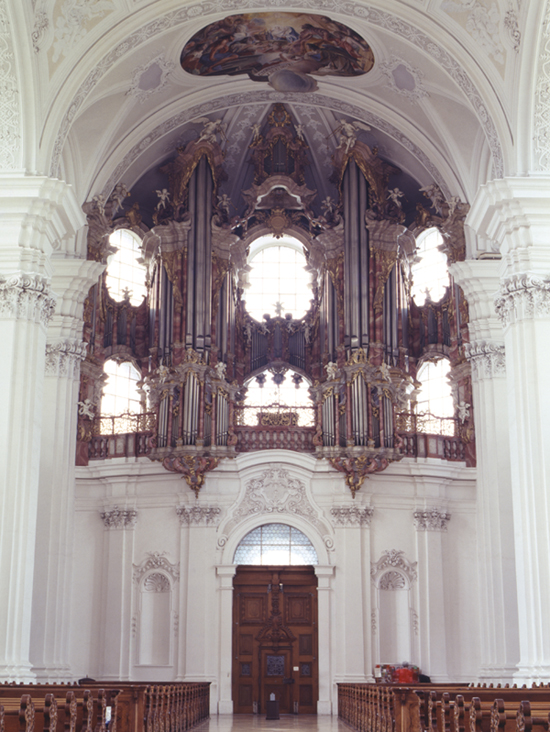
ドイツ・ヴァインガルテン、聖マルティン教会、ヨゼフ・ガブラー、1750年
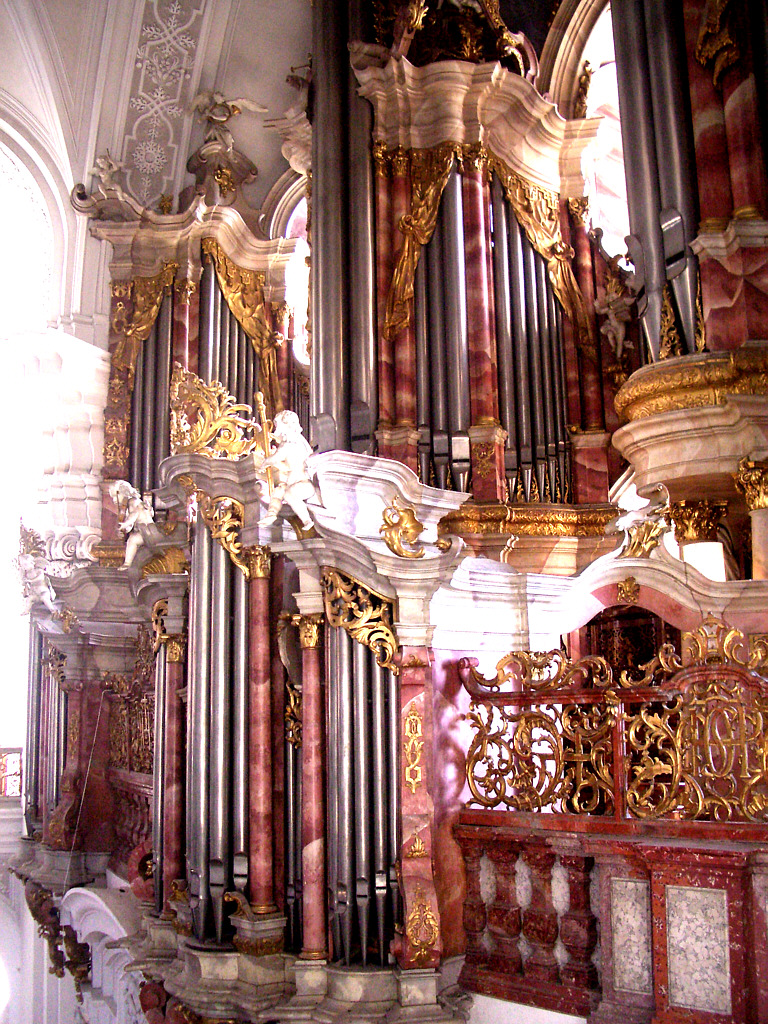
ヴァインガルテンのガブラー・オルガン（クローズアップ）
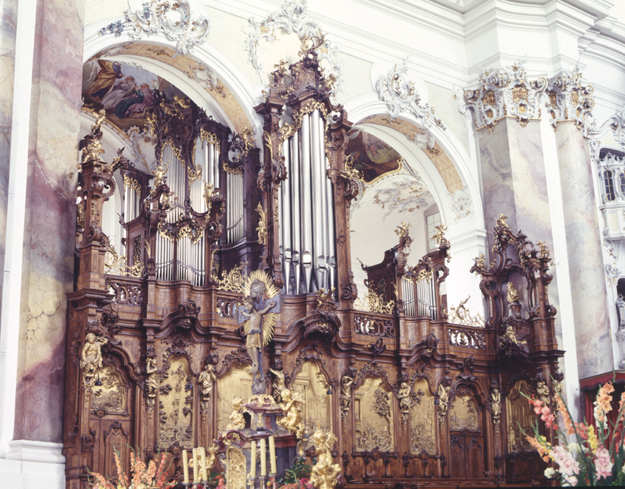
南ドイツ、オットーボイレン修道院教会、カール・ヨゼフ・リープ、1766年
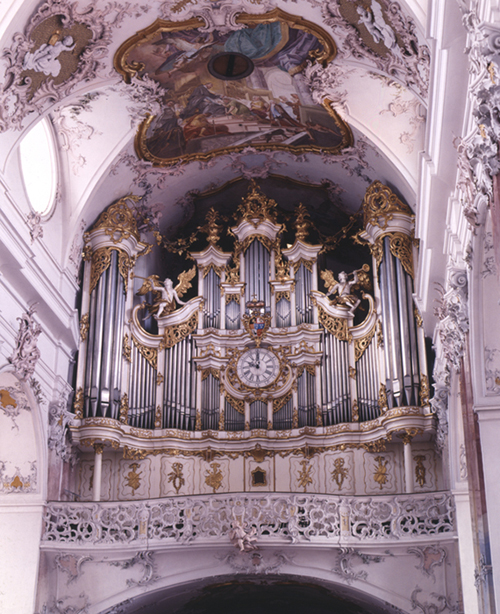
ドイツ、アーモーバッハ修道院教会、Stumm工房、1774年
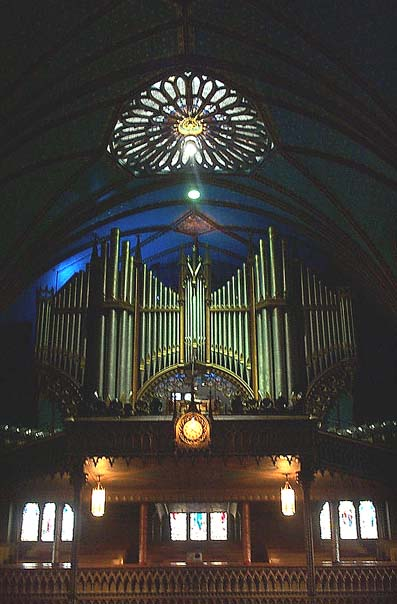
カナダ・モントリオール、ノートルダム聖堂、Casavant Frères、1891年
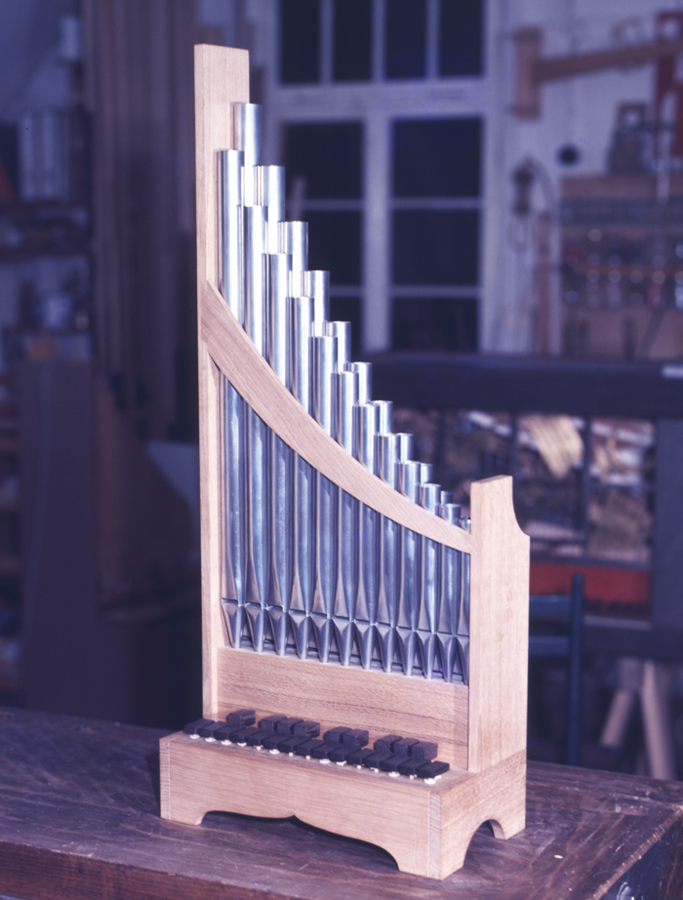
ポルタティフ、ドイツ、1979年
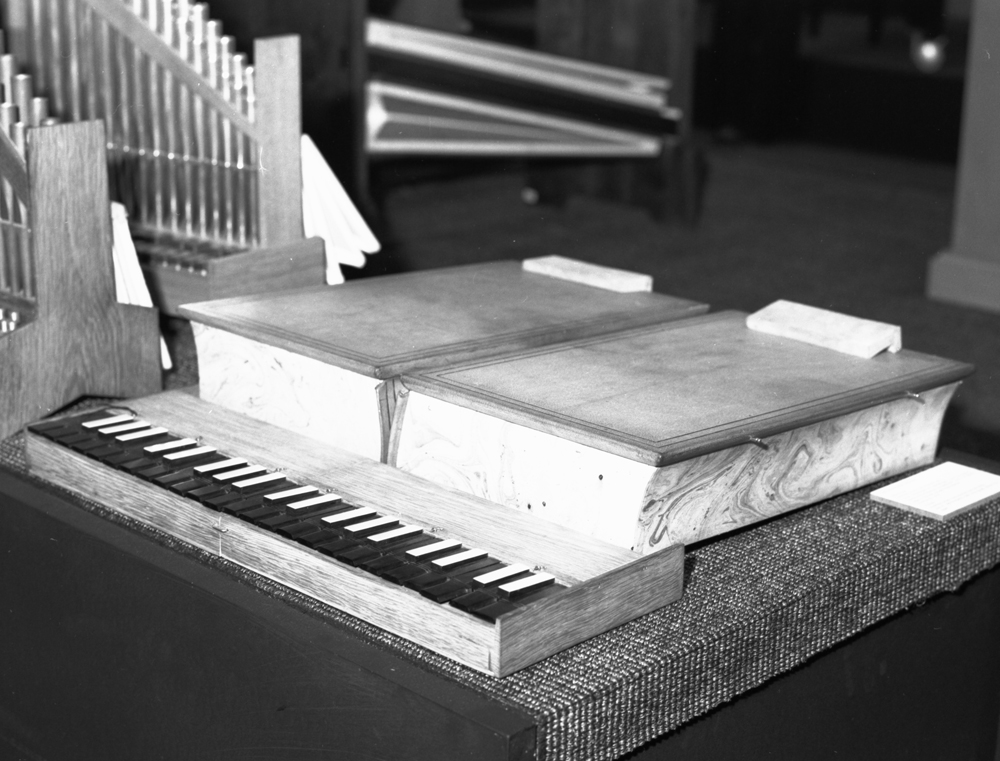
レガール、ドイツ、1978年
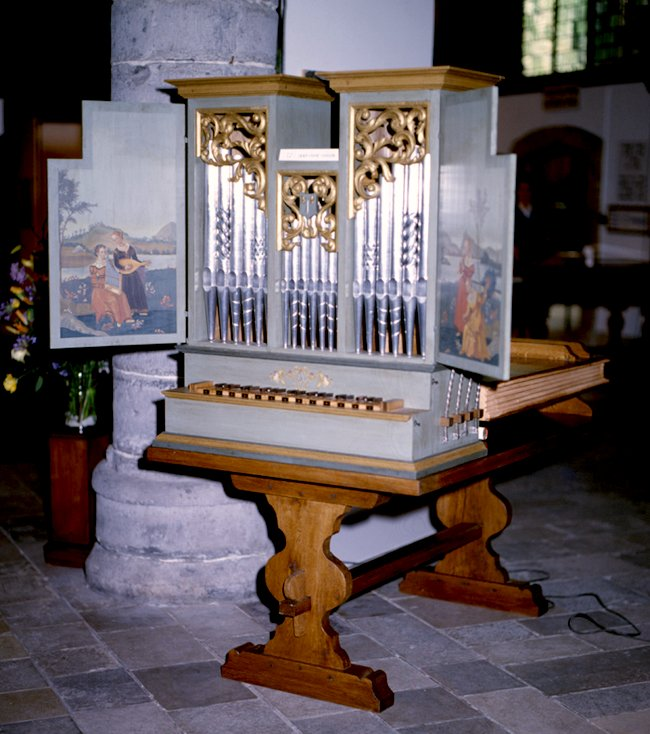
テーブル・ポジティフ、ドイツ、1978年
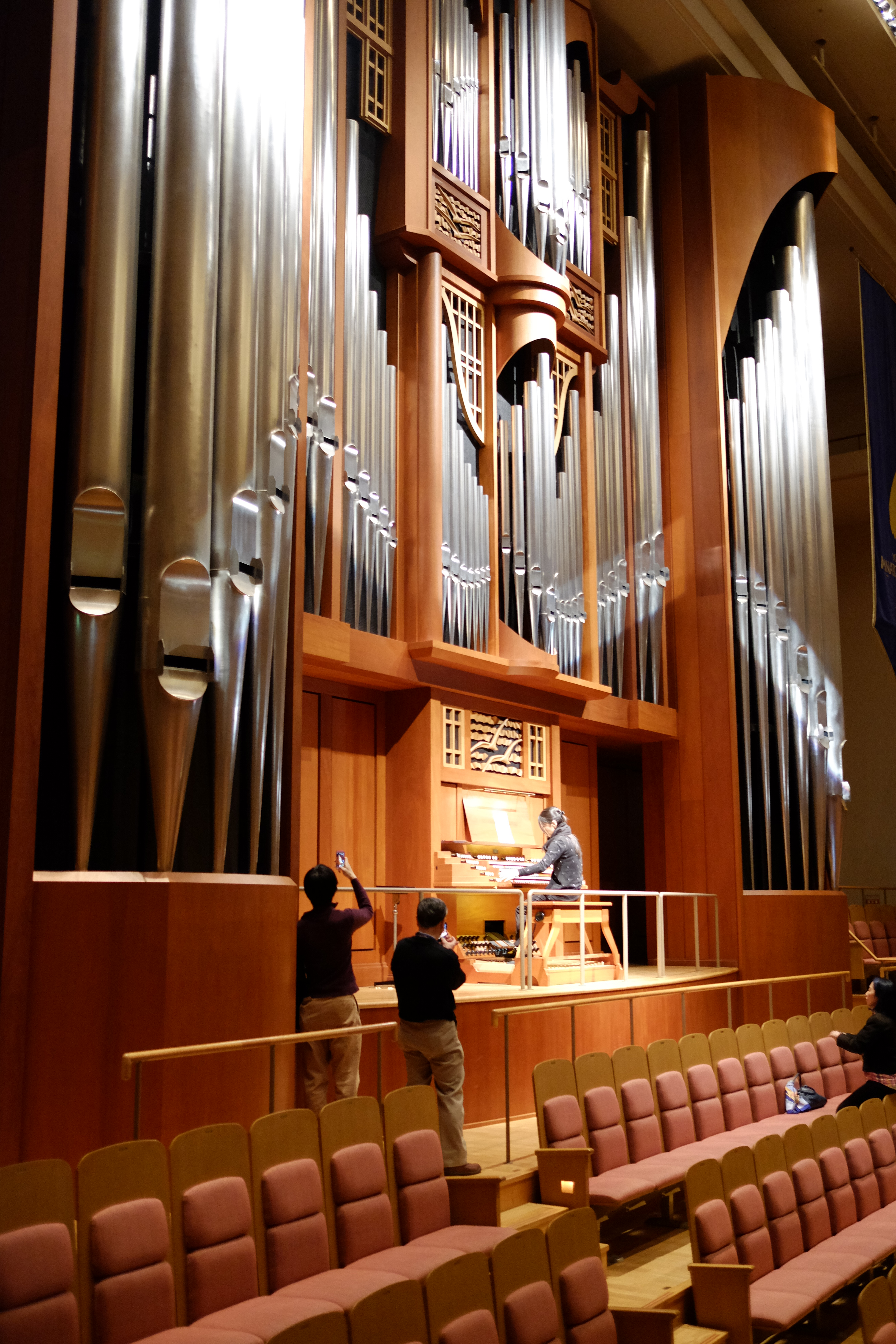
日本、横浜みなとみらいホール、1998年
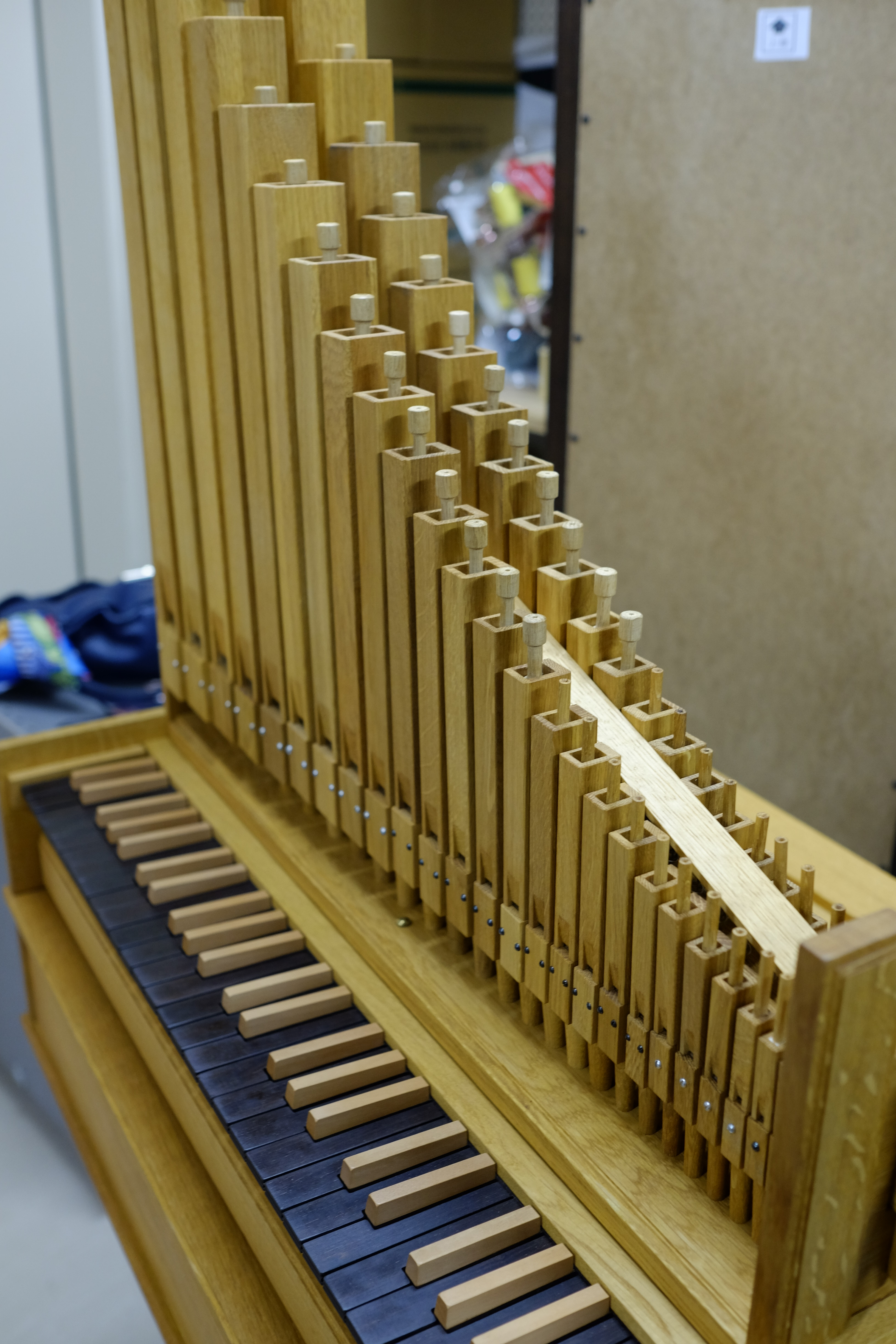
日本、ポジティフ、横浜みなとみらいホール、2011年

## パイプ
パイプはオルガンの発音の主体であり、おもに錫と鉛の合金や木材で作られる。一般に装飾を兼ねて前面に配置されるパイプよりもはるかに多くのパイプがケース内部には配置されている。パイプの発音構造は大きく分けて2種類あり、それぞれフルー（英語: flue）管とリード（英語: reed）管と呼ばれる。フルー管はリコーダーと同じく歌口により発音するもので、リード管はクラリネットと同様の1枚リードの構造で発音する。またパイプの太さや、開管、閉管、半開管などの構造の違いにより多様な音色のパイプが存在する。
鍵盤に対応した一揃いのパイプ列は、それぞれに名称がつけられ、ストップと呼ばれる選択機構によって使用が選択される。またパイプ列自体をストップと呼ぶことも一般的である。パイプ列の音高はフィート律で示される。すなわち標準の音高のパイプ列は8'と表現され、それよりも1オクターヴ高いあるいは低い音高のパイプ列はそれぞれ4'、16'となる。これは一般に鍵盤の最低音であるC音のパイプの長さが、おおよそ8フィートになることに基づいている。
一般に大規模なオルガンでは、パイプ群はそれぞれが独立した小オルガンともいえるディヴィジョンに組織される。各ディヴィジョンごとに鍵盤が設けられ、それによって音色や音量の対比が可能となる。
パイプ3種 
金属管 
木製管 
リード管 

## 風箱
パイプは1つずつ風箱（英: wind chest、独: Windlade、仏: sommier、伊: somiere）と接続されている。風箱の内部は一定の気圧に与圧されており、鍵盤が押されたときに弁（パレット）が開き、パイプに風を送りこむ仕組みになっている。
古い時代から現在まで、もっとも多く採用されている風箱構造はトーン・チャンネル・チェストで、1音高ずつに分かれた、共通音溝に異なる管種のパイプが接続する。音高が共通する、異なる管種が同一時に発音するため、各管種が融合し、音楽的に旋律線を明確に演奏できる構造となっている。
ロマンティック・オルガンの多くには、ストップ・チャンネル・チェストが採用された。管種（ストップ）ごとの溝に分かれ、共通溝に同一管種のパイプが接続する。同一管種へ供給する風が共通の溝を通るため、ロマンティック・オルガン特有の個々の音色ごとに解け合った響きとなる。

## 送風装置
風箱への空気の供給は、19世紀中頃までは人力によるふいごによって行われた。小型のオルガンでは演奏者自身がふいごを操作するものもあるが、より大型のオルガンでは演奏者の他にふいご手を必要とした。19世紀後半から人力に代えて蒸気機関などを用いることが行われ、20世紀に入るころから電力式の送風装置が登場して、非常に大きな風圧も容易に得られるようになった。しかし、20世紀末からは伝統的な送風機構の音楽的な価値が見直されるようになり、電力による送風に加えて、手動のふいごによる送風が可能なものも作られている。

## スウェル
スウェルは連続的な音量の変化を得るために、パイプ群を箱（スウェル・ボックス）に納め、可動式の鎧戸（スウェル・シャッター）を設けたものである。演奏者がペダルを操作することによってシャッターが開閉し、音量の変化が得られる。シャッターの各板は、かつては水平に設置されていたが、動作にかかる負荷が大きいため、現在では垂直に設置されることが多い。

## 演奏機構

### キー・アクション
キー・アクションは鍵盤の動きによって風箱のパレットを開閉するための仕組みである。
トラッカー・アクションは鍵盤とパレットが機械的に直接結合しているものであり、古くから存在するもっとも基本的なものである。鍵盤の動きが直接パレットを動かすため微細なニュアンスの表現が可能である。また、風圧によってキーを押したときに独特の抵抗感を持つ感触が得られ、これが演奏者と楽器の結びつきを強める。これらの長所から、現代でもトラッカー・アクションは広く使用されている。
バーカー・レバー・アクションは、空気圧のモーターを用いて鍵盤操作に要する力を軽減したものである。一般に大オルガンなどに組み込まれた装置で、中小規模のオルガンでは使われない。19世紀初頭のオルガンは高い風圧のために鍵盤が非常に重くなり、オルガン奏者に過大な負担を強いていた。バーカー（Charles Spackmann Barker、英）が1832年にバーカー・レバーを発明、1839年、フランスで特許を得た。カヴァイエ=コル (Aristide Cavaillé-Coll) はこの発明を自身設計のオルガンに大々的に組み込んだ。バーカー・レバー・アクションはトラッカー・アクションに近いキーの感触を持つが、パレットを開閉する速度の制御はできない。
19世紀後半にはニューマティック・アクションが開発された。これは直接的な結合をすべて空気管で置き換えたもので、演奏台をパイプから離れた位置に置くこともできる。しかしトラッカー・アクションの持っていた感触はなく、しばしば反応が鈍い。
エレクトリック・アクションは電磁石を利用してパレットを開閉するものである。鍵盤と風箱の間は電線でつながれるため、演奏台の配置は完全に自由である。電気の伝達速度は瞬間的であるが、アクションの作動速度は開閉機構の品質により、必ずしも瞬間的な反応を示すわけではない。鍵盤は単なる電気スイッチであるが、トラッカー・アクションに似せた感触が作られることもある。

### ローラー・ボード
ローラー・ボードは、トラッカー・アクションでキーの上下の動きを横方向に伝達するための機構である。キーの上下動でパレットを開閉するためには、鍵盤の各キーの直上に各パイプが配置されるのが理想であるが、多くのオルガンでは、パイプとキーの位置が一致しないため必要となる。歴史的には600年以上も前、ゴシック時代のオルガンにすでに導入されていた。ポジティフなどの小型オルガンでは、鍵盤とパイプの配置のずれがあまりなく、ローラー・ボードを設置しないオルガンもある。

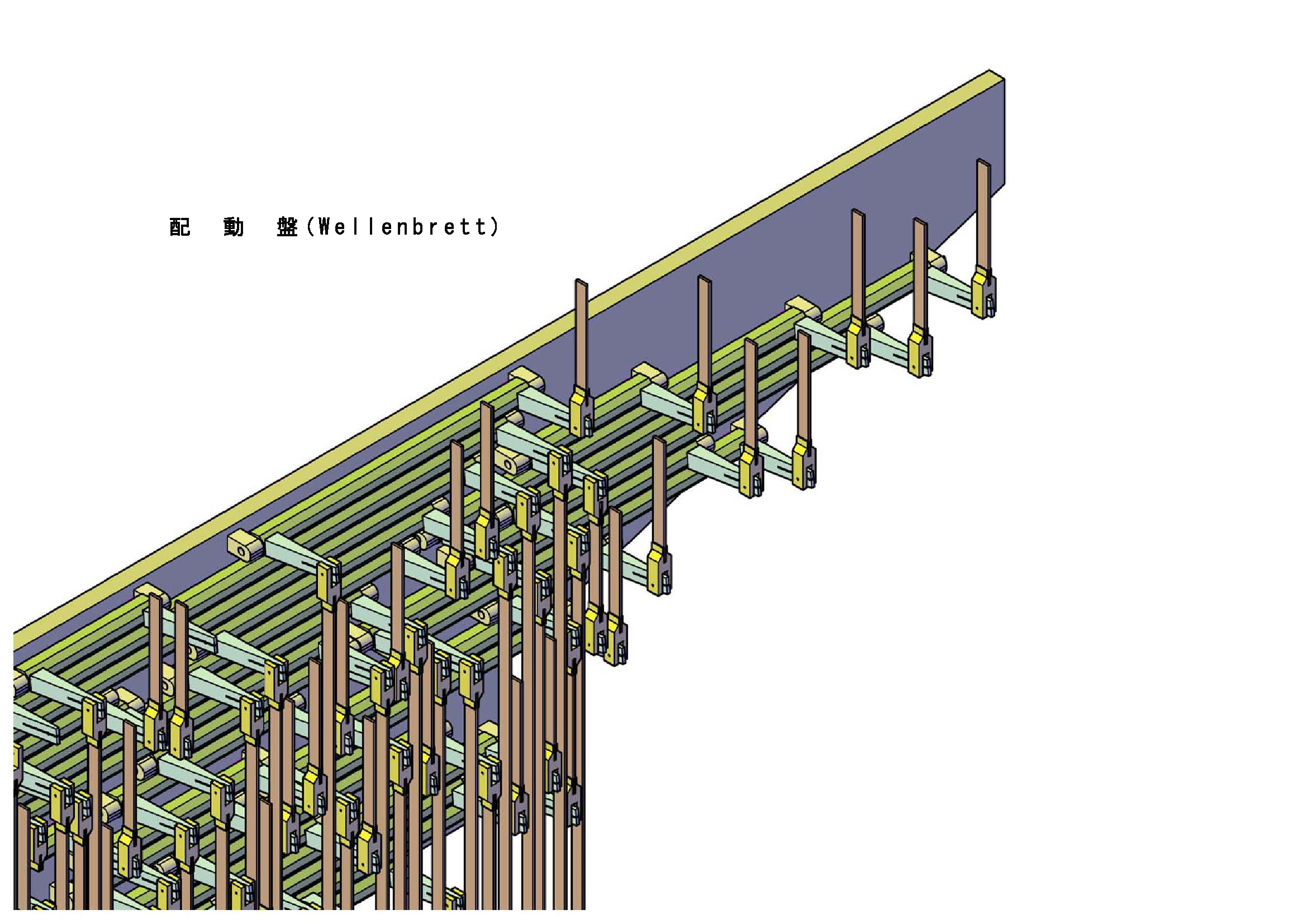
ローラー・ボード

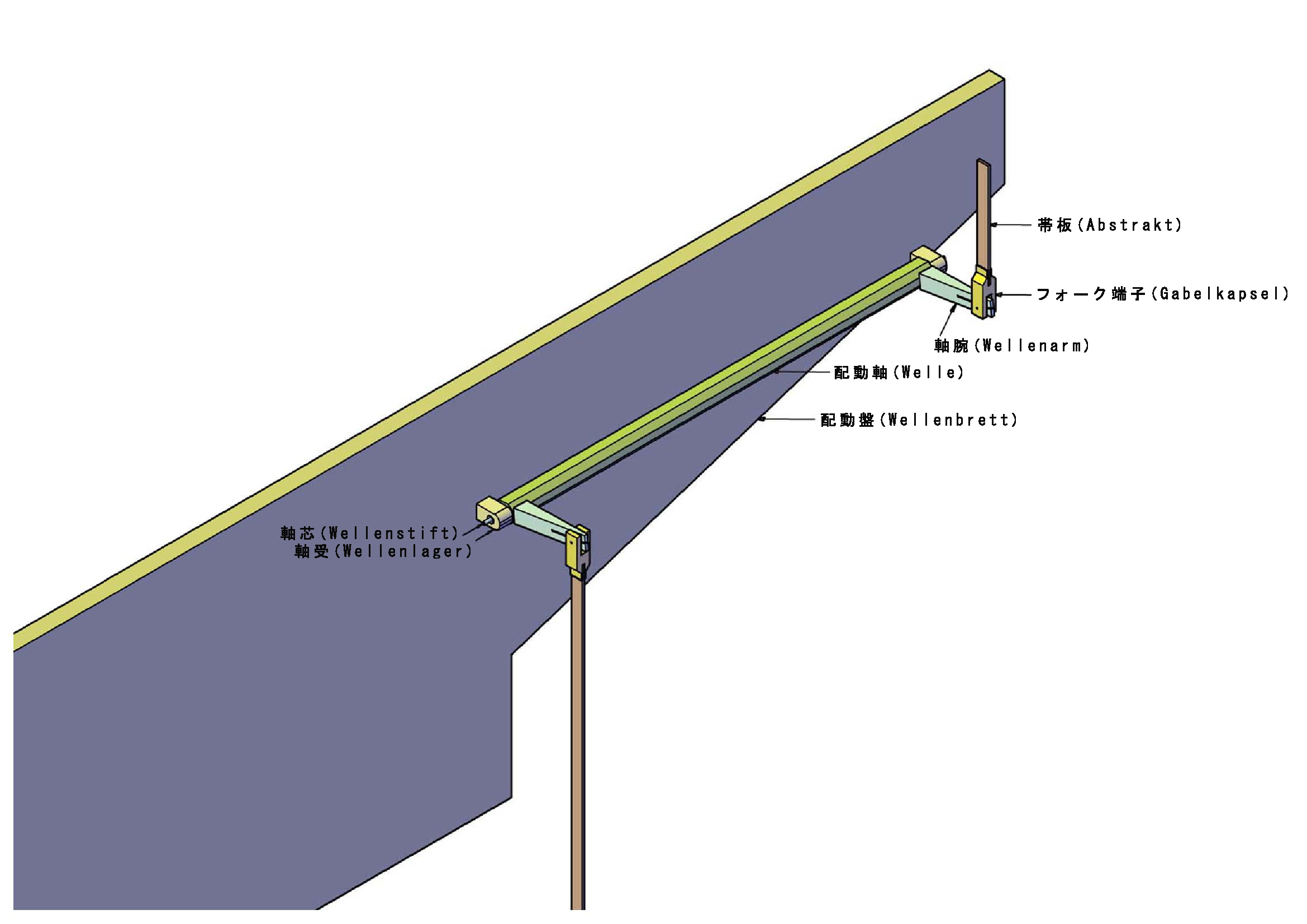
ローラー・ボード、部品名

### 演奏台

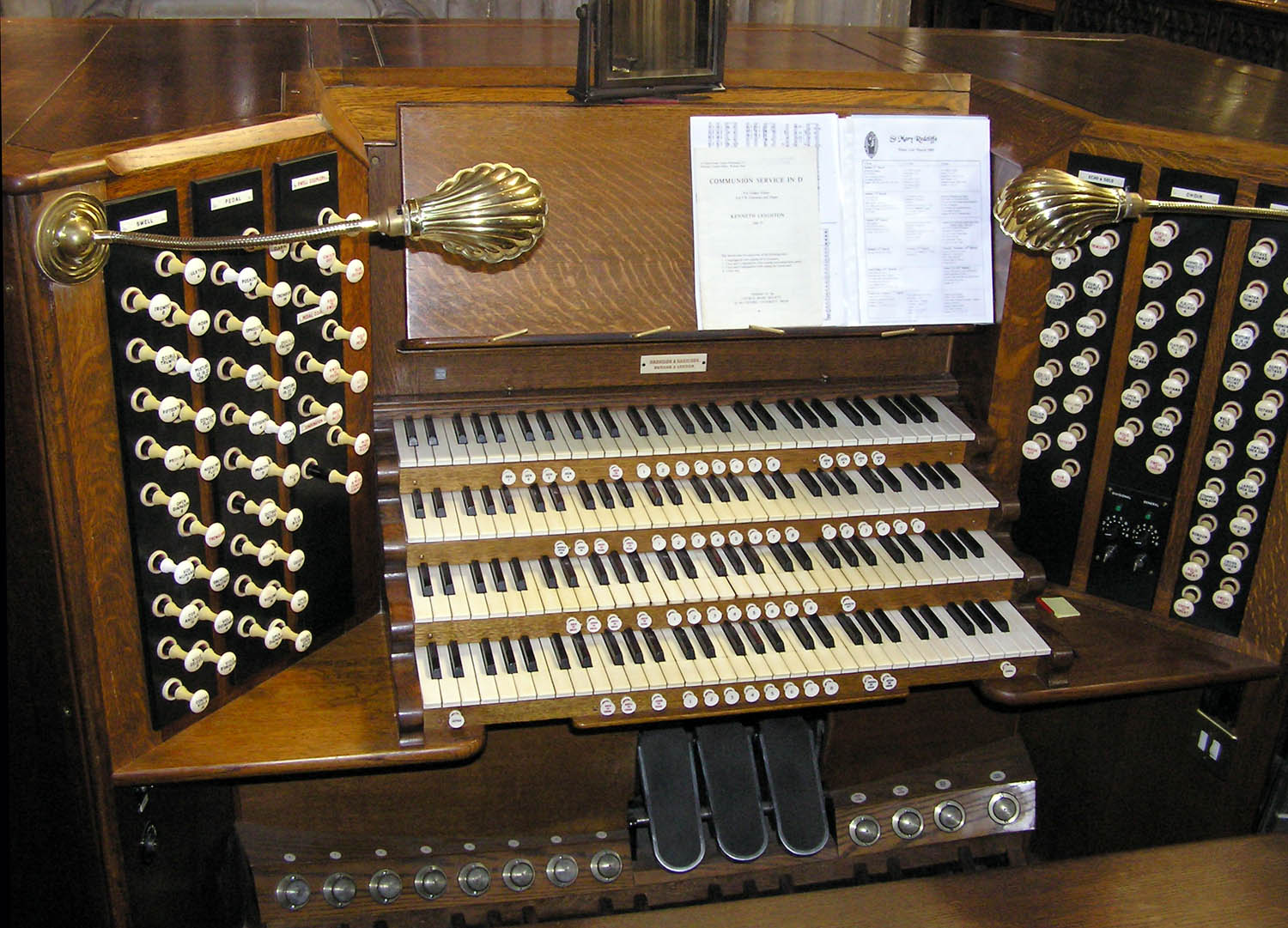
演奏台

演奏台（コンソール、独: Spielschrank/Spieltisch、仏・英: console、伊: consolle）は演奏者が操作する部分で、発音のトリガーとなる手鍵盤と足鍵盤および音色を選択するストップが基本的要素となる。また現代のオルガンでは、メモリにストップのコンビネーションを記憶させられるものもあり、これを操作するボタン類が備えつけられている。背後の指揮者やコンサートマスターを視認することができるよう、譜面台の上部に鏡やモニターテレビが備えられていることもある。

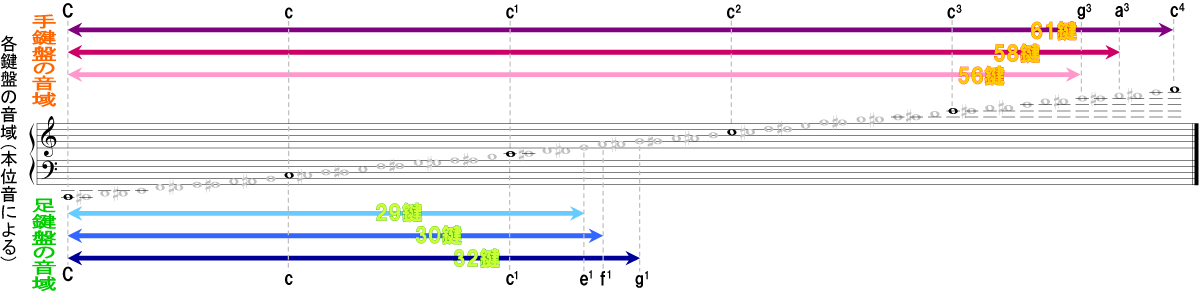
オルガンの鍵盤の音域

#### 手鍵盤
小オルガンの集合体である大オルガンは、それぞれの小オルガンに対応した鍵盤があり、何段もの手鍵盤が備えつけられることが多い。鍵盤は、下から数えて第1鍵盤、第2鍵盤、第3鍵盤と数えていく。現代の楽器では3段備えたものが多く、それ以上ある場合には、3段の基本的なセットの上部に追加されていく。4 - 5段が大オルガンとして一般的に見かける上限であり、それ以上のものは例外的である。通常は、主鍵盤が3段の中央に位置しており、下から順に、ポジティフ鍵盤→主鍵盤→スウェル鍵盤と配置されているが、フランス式では最下段が主鍵盤とされていることが多い。

#### 足鍵盤
多くのオルガンは手鍵盤に加え足鍵盤（ペダル鍵盤、独: Pedal、仏: pédale、英: pedal、伊: pedale）を備える。足鍵盤のための独立したパイプ群を持たないプルダウン型のものもある。足鍵盤の鍵数や形状は、歴史的には多様である。形状にはボタンやピストンのようなものもある。
- 平面配置
平行型
鍵が平行に並んでいるもの。広い音域にまたがって動くような楽句がある場合には、鍵が同じ間隔で並べられているため、横方向に演奏しながら移動しやすいという特長がある。ただし、低音域、高音域は遠く、奏者は腰を安定させたままで全音域を難なく演奏するには訓練が必要となる。
扇型・放射状
鍵が放射状に並んでおり、黒鍵側が円弧を描くように設計されている。広い音域にまたがって動くような楽句がある場合には、鍵が同じ間隔で並べられていないため、横方向に演奏しながら移動しにくいという欠点がある。ただし、低音域、高音域は、より後ろ側の鍵ほど束ねられる傾向があるため、そのような場合には、奏者は後ろの方を奏することによって腰の不安定さを軽減することができるという特長がある。しかし、足の後ろをもう片方の足が通過して奏する場合や、足と足とが接近して重音を奏する場合などには、後ろ側の鍵同士の間隔が狭いために弾きづらくなるという欠点がある。
- 立体配置
水平型
鍵が水平に並んでいるもの。広い音域にまたがって動くような楽句がある場合には、鍵同士が同じ高さにあるため、横方向に演奏しながら移動しやすいという特長がある。低音域、高音域は遠く、奏者は腰を安定させたままで全音域を難なく演奏するには訓練が必要となる。
凹面状
中央の鍵が窪んだ形となっているもの。広い音域にまたがって動くような楽句がある場合には、鍵同士が異なった高さにあるため、横方向に演奏しながら移動しにくいという欠点がある。その代わり、低音域・高音域はせり上がって奏者により近くなっているため、奏者にとって負担が少ないという特長がある。
- その他の形状
ボタン式足鍵盤
鍵盤とは呼べないようなボタンが並ぶ。補助的に低音を奏するような様式のオルガンに見られる。
爪先ペダル鍵盤
鍵盤とは呼べないようなペダルが並ぶ。補助的に低音を奏するような様式のオルガンに見られる。
箱型足鍵盤（フランス式）
現在の足鍵盤とは違い、細い板状の足鍵盤が並んでいる。
傾斜型足鍵盤（イタリア式）
現在の足鍵盤とは違い、黒鍵側が上部に傾斜をつけてせり上がる形態で設置されている。白鍵盤は多少弾きづらく、上体は後ろに反りやすくなるという弱点がある。

現代も見られる多くの足鍵盤では、鍵数30か32で落ち着いている。

#### スウェル・ペダル
ベネシアンブラインドのような開閉窓（スウェル・シャッター）を開閉することによって、強弱（大小）をコントロールするためのペダル。
古くは足鍵盤奥に僅かに設けられたスペースに、現代ではその多くが足鍵盤の上部に設けられている。当初は右足で操作されるように設計されたため、現在でも中央より右側に設置されているが、実際的には足鍵盤の演奏中に空いている方の足によって操作されるため、どちらの足で操作するとも限らない。左足で操作する際には多少の苦労を伴うこととなる。
スウェル・シャッターの効果は、楽器によってまちまちであり、完全に閉じてもあまり音が小さくならないものもあるため、奏者は楽器の特性を知っておかねばならない。特に、多くの場合には、開き始めにその効果が非常に大きく、半分以上開いてからは、あまりその変化は感じられない。そのため、半分までの開き具合を知ることが、スウェル・ペダルを扱ううえで重要な点となる。
アメリカ・イギリス式のものは、奥を踏むとスウェル・シャッターが開いて音が大きくなるが、ヨーロッパ諸国ではその逆のものも多く見られるため、奏者は最初に確認しておく必要がある。また、スウェル・シャッターを閉じたままにしておくと、スウェル・ボックス内に空気が停滞して錆の発生などで楽器を傷めるため、演奏後はスウェル・ペダルは全開にしておくことが望ましい。

#### クレッシェンド・ペダル
スウェル・シャッターによらない強弱方法であり、このペダルを操作すると、徐々にストップ数を足していくことができ、最終的にはトゥッティに至る。多くの場合には、スウェル・ペダルと併設されている。ストップが増えることにより段階がついてしまい、スウェル・ペダルほど滑らかな強弱がつかないが、これによる強弱の幅は非常に大きい。クレッシェンド・ペダルで用いるストップの追加順序や組み合わせは設計時に決められてしまい、これが表現上の制限となっていたが、現代では、記憶装置を併用して奏者がストップの組み合わせや追加順序を作成することができるものもある。

#### コンビネーション（音栓操作記憶装置）
足ピストン
足ピストン（独: Piston/Fußpiston、仏: champignon/piston、英: toe piston、伊: pistone）は足で軽く押す（踏む）ことによってon/offを動作させるピストンである。現代では一般的には、あらかじめ奏者が記憶装置によって記憶したストップの自由なコンビネーションを、演奏中に手でその切り換えができない場合に、足ピストンによって切り換えるために使用する。多く見かけるものでは2種類あり、番号が振られたピストンによって記憶させたコンビネーションの番号をそのまま呼び出すものと、記憶させたコンビネーションを先送りか後戻しさせるものが一般的となっている。同様の機能を持つボタンが、手鍵盤の直下などにもあることが多い。両足が塞がっているときには、手で同様の操作を行うこととなり、手も足も塞がっているときには、助手がその操作を手か足で行うことも多々ある。このことから、コンソール設計においては、足ピストンを奏者本人が扱いやすいだけでなく、助手が操作しても届く範囲で、なおかつ奏者の邪魔にならないような位置に設置することが求められる。

#### 現代における規格
ピアノが19世紀末ごろにおおよそ現在の形となり、20世紀に相当程度に標準化が進んだのに対し、オルガンの規格化は非常に遅れていた。現在では、多くの新しいオルガンが国際的な規格に則って設計されており、奏者はより演奏しやすくなった。しかし、小さな建造家やメーカーは、それに沿わないオルガンを製造し続けており、古いオルガンも数多く現存するため、オルガニストはどのようなオルガンにでも適応する能力が求められる。
一般的に見られるものは、以下のBDO規格（ドイツというよりも実質的にはヨーロッパ規格）かAGO規格かによっている。
ドイツ・オルガン建造職人連合規格 (BDO; Bund Deutscher Orgelbaumeister) 規格
平行型を支持している。
アメリカ・オルガニスト協会規格 (AGO; American Guild of Organist) 規格
扇型を支持している。
イギリス王立オルガニスト協会規格 (RCO; Royal College of Organists) 規格

## 調律

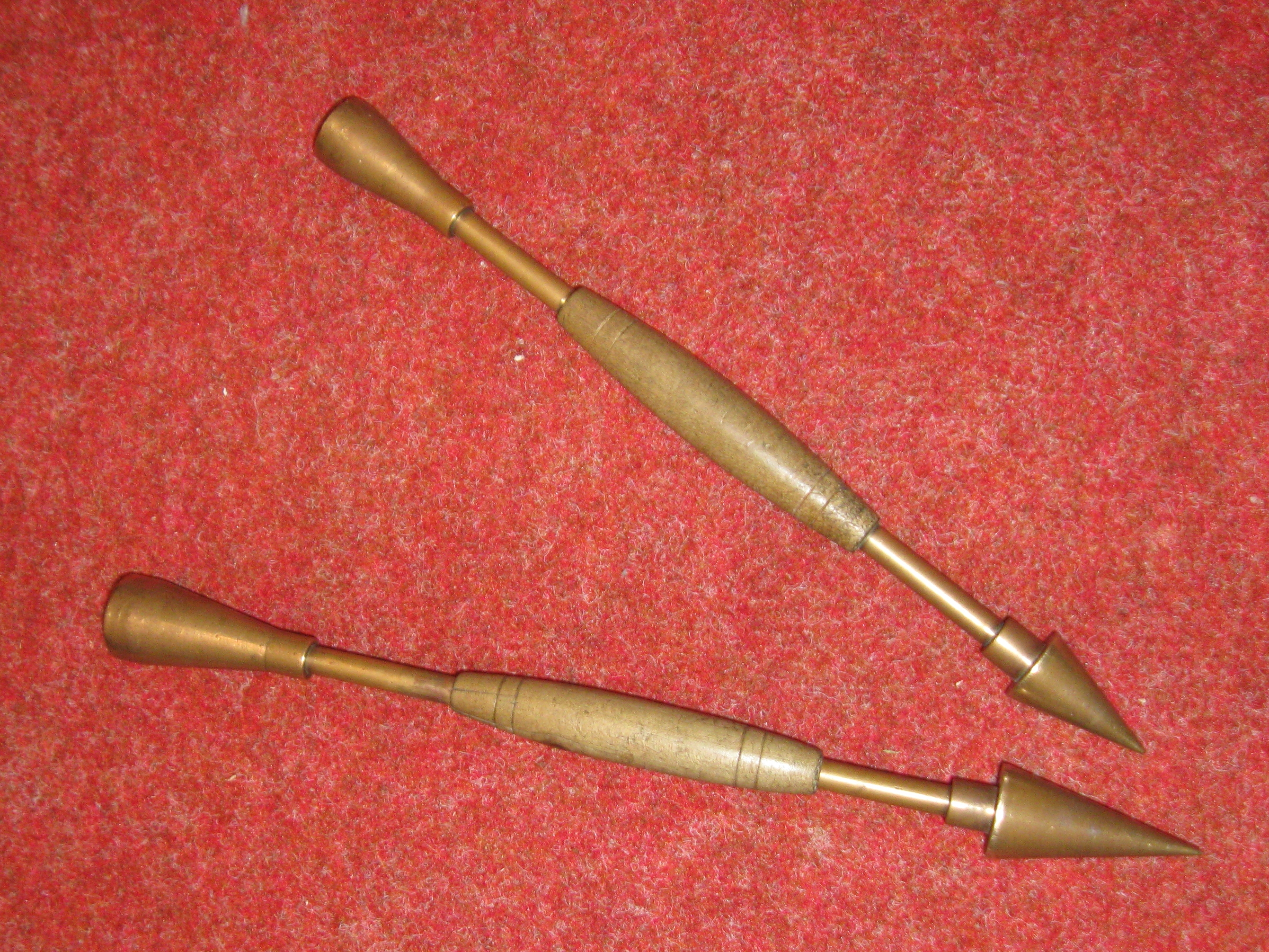
チューニング・コーン

フルー管の調律は、閉管の場合は、蓋の上下によって調整する。金属製の開管の場合は、あらかじめ長めに作り開口部を帯状に切り欠いて巻き取ることでパイプの実効長を調整したり、あるいは短めに作り上部に筒を巻いてスライドさせることで調律する。そのような仕組みがない場合は、チューニング・コーンを用いてパイプの開口部を変形させることで調律する。開口部を広げることでピッチを上げ、狭めることでピッチを下げる。木製の開管の場合は、長めに作ったうえで切り込みを入れ、そこにスライド式の調整部を設けたり、短めに作り開口部に金属製の蓋をとりつけて開口量を調節することで調律する。リード管の調律はリードの振動長を調節することで行う。
オルガンは原理的には管楽器であり、気温による音速の変化によってピッチの変動が生じる。しかしオルガンの調律は容易には行えないため、空調の設備の整わない教会のオルガンとの合奏では問題が生じることがある。気温の変化でオルガンのピッチが数ヘルツ上下することは十分にあり得ることだからである。気温によるピッチの変化は同じストップであれば同じ比率で現れるため、独奏の範囲では和声に影響するわけではない。それでもリード管とフルー管では差が出るため、フルー管に合わせるためにリード管を一斉に調律する仕組みを持つものもある。

## その他のオルガン

### リード・オルガン族

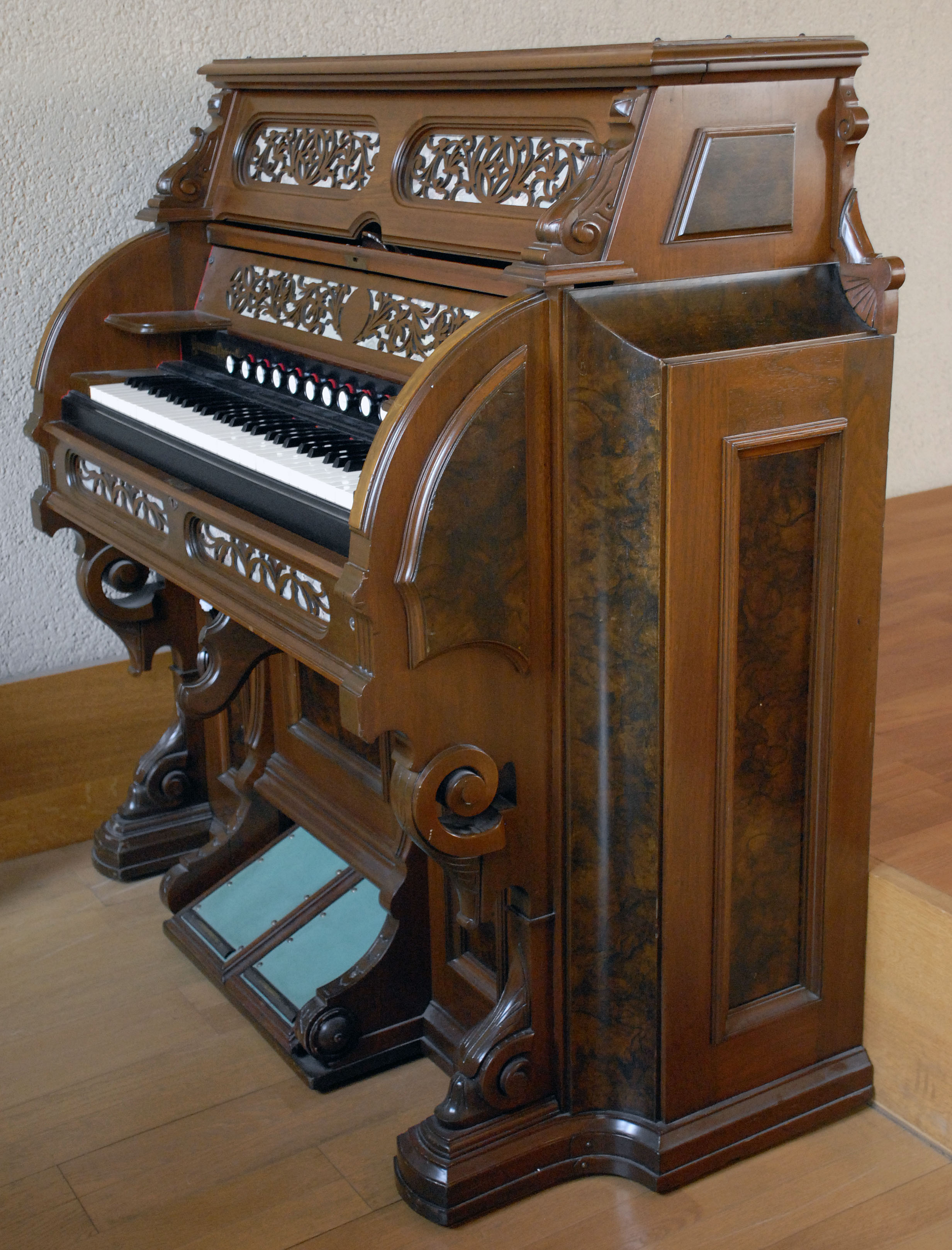
リードオルガン（Dominion Organ、カナダ）

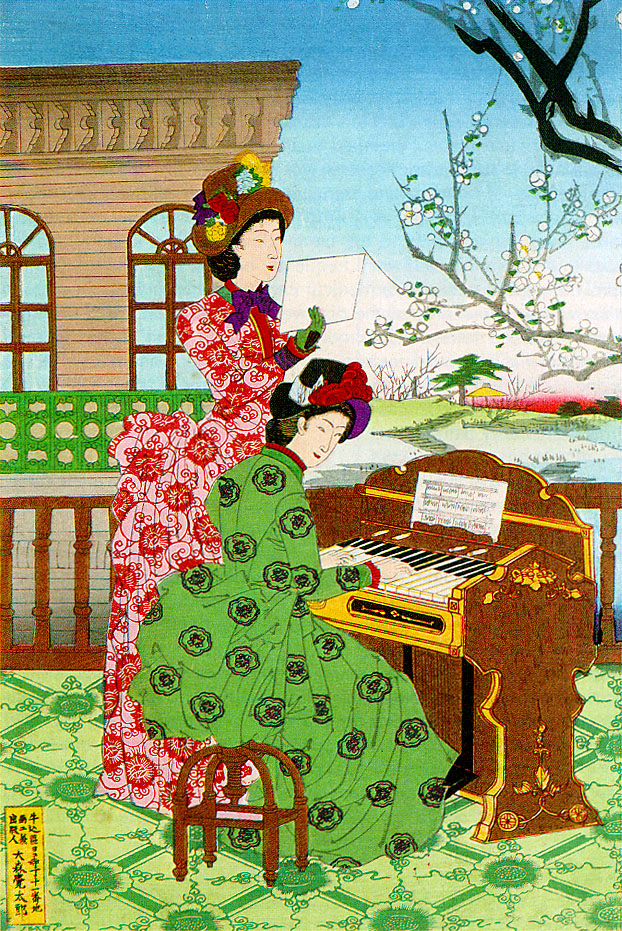
明治時代のリードオルガン

フリー・リードを用いた楽器の総称。ハーモニウム、アコーディオン、コンサーティーナ、鍵盤ハーモニカ、ハーモニカなどがある。フリー・リードを持つ楽器の多くは19世紀以降に発明された新しい楽器であるが、笙は歴史の古いフリー・リードによる管楽器。
フリー・リード（自由リード、自由簧）とは、各国語では、英語：free reed（フリー・リード）、独語：durchschlagende Zunge（ドゥアヒシュラーゲンデ・ツンゲ）、einschlagende Zunge（アインシュラーゲンデ・ツンゲ）、freischwingende（フライシュヴィンゲンデ）、仏語：anche libre（アンシュ・リーブル）、伊語：ancia libra（アンチャ・リブラ）などと称し、これは弾力性の高い金属片（まれに竹製）が風で振動させられる発音体を指す。平らな板に穴を開けておき、その穴の脇にフリー・リードの端を固定して並べる。穴の反対側から空気を送り込むか吸い出すかによって音が生み出される（en:Free_reed_aerophone）。一般的にはリードを固定している響板をリードに共鳴振動させて音量を確保している（ヴァイオリンの胴と同じ効果）。スウェル、フルオルガン（グラン・ジュー）、エクスプレッションなど各種の増幅装置がある。まれにクオリファイング・チューブ（特許あり）と呼ばれる共鳴管を備えるタイプがある。パイプによる発音体を作るよりもずっと簡単で、丈夫で音も狂う心配はなく、工場による大量生産も簡単で、コストを非常に抑えることができ、鍵盤楽器としては小型で場所を取らないことから、大衆向けの安価な楽器として広く一般に浸透した。ただし本格的なリード列を持つハーモニウム類の場合、もし現在同じものを作るとしたら、価格面ではパイプオルガンに匹敵するほどになる。
リードの材質の厚さ、長さ、比重、弾力性などによって音の高低は決まる。音色は、リードの長さと幅の比率や、リードの材質の比重と弾力などによっても決まる。リードの微妙な曲げ方、形状によっても音色を変えている。パイプオルガンと同様にピッチの異なるストップを組み合わせて音色を変化させる方法も行われる。二枚のリードの調律を少しずらしてセレステ効果を出すストップもある。
送風用ペダルは二個備わっており交互に踏むことで連続した音を出すことが出来る。そのため、息継ぎに相当する無音を防ぐことが出来る。後述のアコーディオンのようにペダルで音量調整やアタックの調整も可能であるが、通常は「ニー・スウェル」と呼ばれる鍵盤の真下に取り付けられた操作機構を横方向に動かして行う。　送風が電動化されたリードオルガンには送風用ペダルはなく、電子オルガンのような音量調整用ペダルが備わるが、操作性の互換のためにニー・スウェルが付く場合もある。

#### リード・オルガンとハーモニウム
（英語: reed organ, harmonium、独語: Harmonium、仏語: harmonium、伊語: armonium）足踏み式のふいごが風力源となり、手鍵盤を押すことによって発音させるべきフリー・リードを選択して風を開放させ演奏するこの据え置き型のオルガンは、大きく分けて2種ある。吸気式ふいごによるものと、吐気式ふいごによるもので、北アメリカでは吸気式を「リード・オルガン」、吐気式を「ハーモニウム」と呼んで区別してきた。ヨーロッパ諸国ではどちらも区別なく、一律に「ハーモニウム」と呼ぶ。
"Aeoline"（エオリーネ）という楽器がベルンハルト・エッシェンバッハ (Bernhard Eschenbach, 1767-1852) とその従兄弟のヨハン・カズパー・シュリンバッハ (Johann Caspar Schlimbach, 1777-1861) によって1810年に発明された。また、"Physharmonika"（フィズハルモーニカ）という楽器がアントン・ハックル (Anton Haeckl) によって1821年にウィーンで特許取得された。
また、アメリカではグッドリッチ (Ebenezer Goodrich) が最初の "Harmonium"（ハーモニウム）を1810年ごろに作った。同じころ、フランスのガブリエル・ジョゼフ・グルニエ (Gabriel Joseph Grenié, 1756-1837) が "Orgue expressif"（オルグ・エクスプレッシフ）を作った。のちに世界的なパイプ・オルガン建造家として伝説的な偉人となったカヴァイエ＝コル (Aristide Cavaillé-Coll, 1811-1899) は、室内楽向けの素晴らしく完成された芸術的楽器を生み出し、これを "Poïkilorgue"（"poikilos"：「多彩な」「芸術的な」+ "orgue"：「オルガン」）と呼んだ。フランクもこのための数多くの作品を作曲し、サン＝サーンスやリストも作曲している。
フランスのアレクサンドル・フランソワ・ドゥバン (Alexandre François Debain, 1809-1877) により "Harmonium"（アルモニオム）という名称で1842年に特許取得されたのが、その最初の定義となっており、それは吐気式によっていた。
バッシュマン (J.D.Buschmann) が1836年に、より簡単な吸気式を考案した。しかし、ヨーロッパではそれはまだ可能でなかった。吸気式の開発は、1860年代からアメリカで進められた。その結果、それが可能になったのはJames Cahartの発明によるものとされている。のちにアメリカのメーソン&ハムリン社が1861年にパリの万博に吸気式のものを出展したとされている。万国博には各社が毎回出品し、その際の受賞メダリオンを鍵盤の上のストップボードに誇らしげにプリントする習慣が見られた。この習慣を日本のヤマハも内国勧業博覧会にて踏襲していた。
リードオルガンは19世紀後半には人気の高い楽器であり、米国でも家庭的な娯楽として一般的だった。ピアノよりずっと安価で、調律は安定しており、軽量かつ頑丈で運搬しやすく、馬車、蒸気機関車牽引の列車などによる輸送に耐えた。米国ではリードオルガンはパイプ・オルガンの代わりとして会衆の歌の伴奏に広く使用された。この楽器の基本的な特徴は、微妙な強弱表現ができ、小型である点にあった。その結果、パイプオルガンとは違い、当時勃興していた多少裕福な市民のサロンやパーラー（応接室）、アメリカ、カナダ、アフリカ、中国、インド、日本などの開拓伝道、辺境の小教会にもオルガンを備えるというニーズに応えた。
1900年代前半のピアノ生産技術の進歩によって、ピアノはより手頃になった結果、リード・オルガンの人気は急激に低迷した。リード・オルガンがピアノに取って代わられた他の理由は、神聖なパイプ・オルガンの代用だったことと、世俗的な家庭用オルガンの間に揺れ動く曖昧なその立場にあり、またリード・オルガンのための独創的な作品が不足していたということが挙げられる。なお、実際には多くの作品があったが、20世紀中ごろからピアノ作品に駆逐されて演奏されなくなった。
日本では「リード・オルガン」「足踏みオルガン」と呼ぶのが一般的で、以前は単純に「オルガン」というと、この種の楽器を第一義的に指していた。その歴史的背景として、明治期から昭和期にかけて、宣教師が外国製リードオルガンを持ち込み、宣教活動に使用したことと、明治期から昭和期にかけて国産リードオルガンが100万台を上回る台数、製造され、唱歌教育の中で直接的に音楽普及に貢献したことがある。蓄音機やラジオが家庭に普及する以前、すでに公教育の中でリードオルガン導入が進み、全国の尋常小学校で児童への唱歌教育が成功していた。明治期に普及したのは安価な39鍵、49鍵の小型で、大正時代にはストップつきも珍しくなくなった。高級型のリードオルガンは16フィートストップや4フィート、2フィート、セレステやフルオルガン、スウェルも備え、おもに師範学校、音楽学校などに納入された。少数ではあるがペダル鍵盤つきも音楽学校などに納入されていた。
おもなメーカーは明治期に長尾芳蔵の長尾オルガン、西川虎吉の西川オルガン（のちに日本楽器横浜工場）、山葉寅楠のヤマハオルガン（日本楽器製造、浜松工場）、池内甚三郎の池内オルガン（のちに東洋楽器製造、龍野市）、石原久之祐の石原オルガン、松本新吉の松本オルガン（東京月島工場など）、昭和期になって河合小市のカワイオルガン、名古屋の山下オルガンなどがあった。太平洋戦争のあとにも多数の楽器会社がリードオルガン製造を手がけた。楽器会社が製造して、相手先ブランドで家電メーカー、デパートやミシン会社までもがリードオルガンを販売していた。リードオルガンの製造・販売が日本の楽器製造業の基礎を築いた。
また、この楽器のために多くの楽譜が出版、販売された。代表的な島崎赤太郎編「オルガン教則本」は昭和11年に146版を重ねている。国民歌謡「椰子の実」を作曲した大中寅二はリードオルガン用の芸術的な曲を数多く作曲している。ほかに中田章、木岡英三郎、草川宣雄、眞篠俊雄、奥田耕天、秋元道雄らがリードオルガン用の練習曲集などを発表、リードオルガンの教育・普及に貢献した。

#### アコーディオン
アコーディオンは、オルガンの仕組みをさまざまに取り込んでおり、高級なものは、ストップの切替・組み合わせにより音色を多様に変化させることができる。アコーディオンの音色は、パイプ・オルガンでの唸音ストップによる響きによっている。

### 手回しオルガン
手回しオルガン（英語: barrel-organ、独語: street organDrehorgel、仏語: orgue de barbarie、伊語: organo di Barberia, organetto）は、ピンの出た円筒に接続されたハンドルを手で回し、円筒に隣接した鍵盤をピンで押さえる仕組みの自動オルガン。「ストリートオルガン」の別名のとおり、大道芸などで使われるのに適するよう、首や肩からベルトで吊るせる位の大きさの箱に収まっているが、発音機構としてはパイプオルガンである。近年ではジェルジ・リゲティが自動化されたこの楽器のために作品を編曲している。
明治時代の日本では、和室でも演奏しやすいように改良した紙腔琴が開発された。